# Tom Warburton
Thomas Umland « Tom » Warburton, aussi crédité sous le nom de Mr. Warburton, est un réalisateur, scénariste et producteur de télévision américain né à Philadelphie, en Pennsylvanie. 

## Biographie
Warburton emménage dans la zone de Philadelphie où il rejoint l'Université Kutztown (Kutztown University Of Pennsylvania) pour y étudier l'art de l'animation avant de retourner à New York convaincu par l'un de ses amis de lancer leur propre production de dessins-animés. Warburton est le créateur de deux séries d'animation sur la chaine Cartoon Network: Schoolhouse Rock! (1998) et Nom de code : Kids Next Door (2002). Seule la série Nom de code : Kids Next Door a été sélectionnée par la chaine pour une suite. Le dernier épisode de Nom de code : Kids Next Door a été diffusé pour la dernière fois le 21 janvier 2008.
Warburton intègre l'industrie de l'animation New-Yorkaise durant des années, et y rejoint Jumbo Pictures pour travailler sur des séries animées telles que Pepper Ann et Moumoute, un mouton dans la ville. Il travaille ensuite sur Nom de code : Kids Next Door. Il a aussi travaillé sur la série Doug.

## Filmographie
- 1973 : Schoolhouse Rock! (série TV)
- 2000 : Moumoute, un mouton dans la ville (série TV)
- 2000 : TV Funhouse (série TV)
- 2002 : Nom de code : Kids Next Door (TV)